# 兗済道 (汪兆銘政権)
兗済道（えんさい-どう）は汪兆銘政権華北政務委員会により設置された山東省の道。

## 沿革
1940年（民国29年）6月15日、中華民国臨時政府時代の道制整理の際に新設された。

## 行政区画
廃止直前下部の12県を管轄した。（50音順）
- 嶧県
- 嘉祥県
- 曲阜県
- 魚台県
- 金郷県
- 済寧県
- 泗水県
- 滋陽県
- 鄒県
- 滕県
- 寧陽県
- 汶上県